# Фріульська мова
Фріульська мова (фріул. lenghe furlane, furlan) — романська мова, поширена на території північно-східної Італії, мова фріулів. Одна з небагатьох романських мов, де існує зіставлення голосних за довготою. Г. Асколі припускав, що фріульська мова в рамках романської групи має спільні риси з ладинською і романшською мовами, а також пов'язана з ретійським субстратом. Проте якщо це і так, то схожість носить швидше ареальний характер.
Фріульська мова налічує близько 600 000 носіїв, переважна більшість з яких також розмовляє італійською. Протягом століть вона зазнала впливу навколишніх мов, включно з німецькою, італійською, венеційською та словенською. Письмові документи фріульською мовою датуються XI століттям, а поезія та література сягають 1300 року. До XX століття спостерігалося відродження інтересу до цієї мови.
За Середньовіччя існував великий пласт літератури фріульською мовою: центрами літератури були міста Удіне та Гориція. Пізніше фріульська мова потрапила під сильний вплив венеційської, а пізніше — стандартної італійської мови. Останнім часом проводяться активні зусилля для збереження фріульської мови, у тому числі в містах.
Морфологія і синтаксис фріульської мови мають багато спільного з галло-романськими мовами Північної Італії, наприклад закінчення множини на -s, нехарактерне для центральних і південних італійських діалектів (також і для літературної італійської). Лексика характеризується численними германськими й слов'янськими запозиченнями. Для фонетики характерні, як вже наголошувалося, наявність довгих голосних, оглушення дзвінких приголосних в кінці слова.

## Алфавіт
Для фріульської мови властива досить висока діалектична роздрібненість. Фріульська абетка включає букви Aa Bb Cc Çç Dd Ee Ff Gg Hh Ii Jj Ll Mm Nn Oo Pp Qq Rr Ss Tt Uu Vv Zz. Букви K k, X x, W w, Y y зустрічаються тільки в запозиченнях і не включені до абетки. Для позначення наголосу використовується гравіс (à, è, ì, ò, ù), а для позначення довгих голосних — циркумфлекс (â, ê, î, ô, û).

## Історія
Питання, яке викликає багато суперечок, стосується впливу латини, якою розмовляли в Аквілеї та навколишніх районах. Деякі вчені стверджують, що вона мала особливі риси, які пізніше перейшли у фріульську мову. Епіграфи та написи того періоду демонструють певні варіанти у порівнянні зі стандартною латиною, але більшість із них були спільними для інших регіонів Римської імперії. Часто наводять як приклад, що Фортунатіан, єпископ Аквілеї близько 342–357 рр. н.е., написав коментар до Євангелія на sermo rusticus (загальновживаній/народній мові), яка, отже, досить сильно відрізнялася від стандартної адміністративної латини. Сам текст не зберігся, тому його мову неможливо вивчити, але сам факт його існування свідчить про мовний перехід у той час, як, наприклад, інші важливі громади Північної Італії продовжували говорити латиною. До прибуття римлян у 181 р. до н.е. у регіоні розмовляли ретською, венетською та кельтською мовами. Місцеві жителі належали до ретів, ймовірно, до доіндоєвропейської мовної групи, італійських венетів та карнів — кельтського народу.
У сучасній фріульській мові слова ретського, венетського чи кельтського походження включають терміни, що стосуються гір, лісів, рослин чи тварин, а також місцеві топоніми та ономастику (наприклад, назви сіл із суфіксами -acco, -icco). Впливи лангобардської мови — оскільки Фріулі був одним із їхніх опорних пунктів — також присутні. Подібним чином існує унікальний зв'язок із сучасною, сусідньою ломбардською мовою.
У фріульській мові також є велика кількість слів німецького, словенського та венеційського походження. На основі цих даних сучасні дослідники погоджуються, що формування нової фріульської мови відбулося приблизно у 500 р. н.е., одночасно з іншими діалектами, що походять від латини (див. вульгарна латина). Перші письмові свідчення нової фріульської мови знайдені в адміністративних актах XIII століття, але документи стали більш численними у наступному столітті, коли з’явилися і літературні твори (наприклад, Frammenti letterari). Основним центром у той час було Чивідале. Фріульська мова ніколи не набувала офіційного статусу: юридичні статути спочатку писалися латиною, потім венеційською, а згодом італійською мовою.

## Questione Ladina
Ідея єдності ладинської, романшської та фріульської мов походить від італійського  лінгвіста Ґраціадіо Ісаї Асколі, який народився в Горіції. У 1871 році він представив свою теорію, що ці три мови належать до однієї мовної сім’ї, яка в минулому простягалася від Швейцарії до Муджі та, можливо, також Істрії. Лише ці три мови вижили з цієї мовної групи, але кожна з них розвивалася по-різному. Фріульська мова зазнала набагато меншого впливу з боку німецької. Дослідник Франческато пізніше стверджував, що до XIV століття венеційська мова поділяла багато фонетичних рис із фріульською та ладинською, тому він вважав фріульську набагато більш консервативною мовою. Багато особливостей, які Асколі вважав унікальними для ретороманських мов, насправді можна знайти і в інших мовах Північної Італії.

## Поширення

### Італія
Сьогодні фріульська мова поширена в провінції Удіне, зокрема в районі Карнійських Альп, а також у провінціях Порденоне, частково Горіція та на сході провінції Венеція. Раніше мовні межі були ширшими, оскільки в Трієсті та Муджі також говорили на місцевих варіантах фріульської. Головним документом, що стосується діалекту Трієста, або терґестіно, є "Dialoghi piacevoli in dialetto vernacolo triestino", опублікований Дж. Майнаті в 1828 році.

### Світ
До 1960-х років Фріулі був регіоном глибокої бідності, що призвело до великої еміграції носіїв фріульської мови. Більшість емігрантів вирушили до Франції, Бельгії та Швейцарії, а також до Канади, Мексики, Австралії, Уругваю, Аргентини, Бразилії, Венесуели, США та Південної Африки. У цих країнах існують асоціації емігрантів з Фріулі (так звані Fogolâr furlan), які намагаються зберегти свої традиції та мову.

## Лексика
Більшість лексики фріульської мови походить від латини, із значними фонологічними та морфологічними змінами протягом її історії. Тому багато слів схожі з іншими романськими мовами. Ось склад:
- Ретійські та кельтські (9%) слова є численними, оскільки субстрат вульгарної латини, якою говорили у Фріулі, був ретійською мовою та карно-кельтською мовою (наприклад, "bâr" — дерево; "clap/crap" — камінь; "cjâr" — плуг).
- Сучасні німецькі (10%) слова були введені, зокрема, в середньовіччі, коли культура з Німеччини мала сильний вплив (наприклад, "bearç" — двір; "crot" — жаба).
- Слов'янські (3%) слова потрапили в мову через імміграцію слов'ян (переважно альпійських слов'ян), яких кілька разів запрошували для відновлення територій, спустошених угорськими вторгненнями в 10 столітті (наприклад, "cjast" — комора; "zigâ" — кричати). Багато слов'янських слів потрапило в фріульську мову через довгу історію взаємодії фріульців та словенців, особливо в північному сході Фріулі (Славія-Фріулана) та в області Горіція й Градіска. Прикладами таких слів є: "colaç" (пиріжок), "cudiç" (диявол), "cos" (кошик).
- Германські (8%) слова, ймовірно, мають ломбардське походження. Приклад: "sbregâ" (рвати); "sedon" (ложка); "taponâ" (покривати).

Латинські та похідні мови (68%):
- Венеціанська мова вплинула на фріульську лексику: "canucje" (солома).
- Французькі слова також потрапили в фріульську мову: "pardabon" (справді), "gustâ" (обідати).
- Італійська мова має зростаючий вплив на фріульську лексику, зокрема на неологізми (наприклад, "tren" — потяг).

Наукові терміни часто походять з грецької, є також арабські терміни (<1%, наприклад, "lambic" — дистилятор). Багато англійських слів (такі як "computer", "monitor", "mouse") потрапили до фріульської через італійську.

## Сучасний стан
Сьогодні фріульська мова офіційно визнана в Італії, підтримується законом 482/1999, який захищає мовні меншини. Завдяки цьому введено факультативне навчання фріульської мови в багатьох початкових школах. Існує онлайн-газета, кілька музичних груп співають фріульською, а також є театральні колективи. Нещодавно було знято два фільми фріульською мовою (Tierç lion, Lidrîs cuadrade di trê), які отримали позитивні відгуки в італійських газетах. У близько 40% громад у провінції Удіне дорожні знаки двомовні: італійською та фріульською. Є також офіційний переклад Біблії. У 2005 році відома марка пива використала фріульську мову в одному зі своїх рекламних роликів.
Основною асоціацією, що сприяє використанню та розвитку фріульської мови, є Societât filologjiche furlane, заснована в Горіції в 1919 році.

## Стандартизація
Однією з проблем, яку Фріульська мова розділяє з іншими мовами меншин, є необхідність кодифікації стандартної варіанти та підходящої писемної системи. Регіональний закон 15/1996 схвалив стандартну орфографію, яка становить основу для спільної варіанти мови і повинна використовуватися в топоніміці, офіційних актах та письмових документах. Стандарт ґрунтується на центральному фріульському діалекті, який традиційно використовувався в літературі ще з 1700 року (одні з найбільших прикладів — це твори П'єрі Чорута).
Основні зміни в стандартній орфографії:
- Дифонг "ie" замінює "ia": fier (залізо) замість fiar, tiere (земля) замість tiaree.
- Використання "vu" замість "u" на початку слова: vueli (олія) замість ueli, vueit (порожній) замість ueit.
- Використання "i" між голосними: ploie (дощ) замість ploe.

Стандартну фріульську мову також називають furlan standard, furlan normalizât або, за аналогією з грецькою мовою, coinè.